# Cyanopepla fastuosa
Cyanopepla fastuosa är en fjärilsart som beskrevs av Walker 1854. Cyanopepla fastuosa ingår i släktet Cyanopepla och familjen björnspinnare. Inga underarter finns listade i Catalogue of Life.